# LiveChat
LiveChat est un logiciel de service client en ligne avec un support en direct (un système de messagerie instantanée) et un système de tickets d'assistance et d’analyse Web intégré. La plateforme permet de communiquer avec les visiteurs du site Web en temps réel. Le propriétaire de la plateforme est la société LiveChat Software. La plateforme a été lancée en 2002. Depuis 2010, elle est disponible en modèle SaaS (software as a service).
Pour ses clients, LiveChat est un point de contact unique qui les permettent à organiser ses activités de service client et de vente. La plateforme permet à réaliser une communication multicanale (chat, email, réseaux sociaux). LiveChat a plus de 26 000 utilisateurs de 150 pays.

## Technologie
LiveChat est un logiciel propriétaire qui a été développé en appliquant des technologies suivantes : JavaScript, Node.js, MySQL, ElasticSearch, C++ et Erlang.
La plateforme est composée de deux éléments :
- le widget de chat – intégré au site du client ; vue par les visiteurs du site comme une petite boite de chat, normalement situé dans le coins en bas à droite. Le widget de chat est disponible sur le bureau et sur les appareils mobiles ; dans la fenêtre du navigateur et dans les applications mobiles.
- l’application d'agent – utilisée par les agents de service client pour répondre aux questions des clients. Normalement, les agents utilisent l’application Web qui permet à mener une conversation avec un visiteur du site en utilisant quelconque navigateur. Néanmoins, il existe des applications de bureau pour Windows et MacOS ainsi que des applications mobiles pour Android et iOS. Applications pour BlackBerry and Windows Phone existaient dans le passé, mais ne sont plus développées.

L’application d’agent contient des outils d'interface utilisateur qui rend la communication de type « un-à-plusieurs » plus rapide et plus efficace. Exemples d'outils : réponses rédigées, raccourcis clavier, une fonctionnalité qui permet de voir un aperçu de message du client, géolocalisation, système d’étiquette pour catégorisation etc.
Il existe deux modes de mener une session de chat en ligne entre un agent et un visiteur du site :
- un mode de communication passive qui commence quand le visiteur du site clique sur le widget de chat ;
- un mode de communication active qui est commencée par l’agent ou automatiquement par le système LiveChat dès que le visiteur fait une action prédéfinie (ex. rechercher un mot clé, passer le temps prédéfini sur le site, recevoir un message d'erreur)[6]. Si le critère est satisfait, LiveChat affiche une invitation à chatter avec un message personnalisé[7]. Pendant cette interaction, l’agent peut conclure la vente. Ça augmente le taux de conversion global[8].

LiveChat utilise des fournisseurs de services tiers dans le domaine qui n’est pas directement lié à son produit principal. Ça inclut : Postmark pour la livraison des mails transactionnels, Recurly pour la facturation d’abonnement, Pingdom pour le contrôle de la performance et du temps de fonctionnement du système, et Upscope pour le partage d'écran instantané avec les clients.

## Fonctionnalités
LiveChat dispose de nombreuses fonctionnalités comme : suivi de trafic sur le site en temps réel, le système de tickets d’assistance intégré, l’analyse d'efficacité des agents.
LiveChat identifie les meilleurs clients potentiels qui visitent votre site sur la base des données recueillies de décisions d'achat de 65 millions d'acheteurs. Ces statistiques vous permettent de calculer le taux de conversion basé sur le nombre d’invitations à chatter qui ont été converties en sessions de chat et puis en vente.
LiveChat est disponible en 45 langues : allemand, anglais, arabe, arménien, azéri, bulgare, catalan, chinois simplifié, chinois traditionnel, croate, danois, espagnol, estonien, finnois, français, géorgien, grec, hébreu, hongrois, indonésien, islandais, italien, japonais , coréen, kazakh, letton, lituanien, malaisien, néerlandais, norvégien (bokmål), norvégien (nynorsk), polonais, portugais, portugais brésilien, roumain, russe, serbe, slovaque, slovène, suédois, tchèque, thaïlandais, turc, ukrainien, vietnamien.

## Intégrations
LiveChat peut être intégré avec logiciels tiers. Pour les intégrations externes, il est possible d’utiliser une API REST
LiveChat offre plus de 130 intégrations avec autres services et applications. Il est donc possible de créer son propre écosystème d’applications.
Les intégrations incluent les services suivants :
- Analyse d'audience d'un site Web : Google Analytics, Kissmetrics, Mixpanel, Woopra
- Gestion des contacts : Talkdesk
- Systèmes de gestion de contenu : Business Catalyst, Drupal, Joomla, Weebly, WordPress
- Gestion de la relation client : Highrise, Salesforce.com, SugarCRM
- Partage de bureau : LogMeIn Rescue
- Plateformes de commerce électronique : Bigcommerce, Magento, PrestaShop, Shopify, WooCommerce, Zen Cart
- Marketing par courriel : Campaign Monitor, MailChimp
- Partage de fichiers : Dropbox
- Logiciels de service d'assistance : Desk.com, Zendesk[15],[16]
- Logiciels de facturation : FreshBooks[17]
- Réseaux sociaux : Facebook, Twitter

## Récompenses
En 2015, LiveChat a été nommé le « High Performer » de l’industrie par G2 Crowd (un site d'évaluation des logiciels d'entreprise) dans son rapport « Fall 2015 Grid℠ ». LiveChat a reçu une note de satisfaction la plus élevée de tous les logiciels évalués.
Également, dans le rapport « 2015 Q3 GetRank » LiveChat a été placé en 2nd place. La liste a été préparée par GetApp (un site d'évaluation des logiciels d'entreprise) et incluait les meilleurs applications de service client en nuage. Aussi, LiveChat a été inclus dans le rapport « Customer Success in the Cloud: Key Trends for 2015 » qui décrivait les tendances en gestion de client. Le but de ce rapport était d’indiquer les meilleurs applications CRM, de service client et de centre d'appels pour les entreprises.

## Critiques
Entre des revues généralement positives, il y a quelques-unes qui critiquent le prix du logiciel. En comparaison avec les autres solutions, le coût d’application peut paraître trop haut. L’absence d'une version gratuite est mentionnée dans les revues, mais la multitude des fonctionnalités est considérée comme un contre-argument.
Les revues soulignent que LiveChat est peu abordable pour les start-ups, mais le prix est avantageux pour les entreprises plus grandes.